# Melukoppa, Sringeri
Melukoppa là một làng thuộc tehsil Sringeri, huyện Chikmagalur, bang Karnataka, Ấn Độ.